# Reno 911!: Miami
Reno 911!: Miami es una película basada en la comedia Reno 911! dirigida por Robert Ben Garant, que interpreta a "Junior". Fue lanzada el 23 de febrero de 2007. La película se estrenó en el número 4 con una estimada recuadación de $10.4 millones.

## Elenco
- Thomas Lennon como Jim Dangle.
- Ben Garant como Travis Junior.
- Kerri Kenney-Silver como Trudy Wiegel.
- Cedric Yarbrough como S. Jones
- Carlos Alazraqui como James Oswaldo Garcia.
- Wendi McLendon-Covey como Clementine Johnson.
- Niecy Nash como Raineesha Williams.
- Mary Birdsong como Cherisha Kimball.
- Nick Swardson como Terry Bernedino.
- Michael Ian Black como Ron.
- David Koechner como Sheriff de Aspen.
- Patton Oswalt como Jeff Spoder.
- Danny DeVito (cameo)
- Dwayne Johnson (cameo) como Agente Rick "The Condor" Smith (no acreditado).
- Paul Rudd como Ethan The Druglord.
- Paul Reubens como Sir Terrence (Papá de Terry).
- Marissa Petoro como Novia del Dios de la Droga.
- J.P. Manoux como Armenio Desnudo (no acreditado).